# Ізраїльський андалуський оркестр
Ізраїльський андалуський оркестр (іврит: התזמורת האנדלוסית הישראלית; га-Тізморет га-Андалусіт га-Ісраеліт‎) – ізраїльський оркестр, заснований 1994 року в Ашдоді, Ізраїль. Однак ідея створення цього оркестру з’явилася ще наприкінці 1980-х років у вихідців із Марокко кантора Моті Мальки і майбутнього мера Ашдода Ар’є Азулая.
У оркестрі грає близько 30 музикантів переважно туніського, марокканського і східноєвропейського походження. Колектив виконує традиційну сефардську єврейсько-арабську та андалуську музику, а також поетичні твори, поєднуючи при цьому арабсько-андалуські та різні європейські музичні інструменти.  Керує і диригує оркестром Шмуель Ельбаз.
З часу заснування Ізраїльський андалуський оркестр підтримується й фінансується мерією Ашдода спільно з ізраїльським Міністерством культури. Оркестр швидко став своєрідною музичною і культурною візитівкою країни, даючи концерти не лише вдома, але й за межами країни: у США, Європі тощо.
У 2006 році оркестр було удостоєно Премії Ізраїлю, найвищої нагороди в Державі Ізраїль, за особливий суспільний внесок.

## Зовнішні посилання
- Власний сайт Ізраїльського андалуського оркестру [Архівовано 17 травня 2018 у Wayback Machine.] (іврит).
- Канал Ізраїльського андалуського оркестру на YouTube [Архівовано 15 червня 2020 у Wayback Machine.]